# 高分少女
《高分少女》是押切蓮介創作的日本漫畫，連載於《月刊BIG GANGAN》2011年Vol.1至2018年Vol.10。故事描述電玩狂熱者矢口春雄與街機技術高超的大野晶因電玩而相遇、相愛的過程。本作在2012年的「Bros Comic Award」獲頒大賞，並在2013年的《這本漫畫真厲害！》得到男生編第二名的榮譽。以第二女主角日高小春為主角的衍生後續漫畫《高分少女DASH》（暫譯）於《月刊BIG GANGAN》2020年Vol.1開始連載。
自原作漫畫改編第一季電視動畫於2018年7月至9月播放；第2季於2019年10月至12月播放。

## 故事大綱
1991年，家用電玩主機從紅白機過渡到超級任天堂的時期，小學六年級的矢口春雄為電玩狂熱者，在放學後總是徜徉在電玩中心，並將電玩場所視為安身之所。某日玩《快打旋風II》時遭到史無前例的七連敗，擊敗他的對手是成績優異的同班同學——大野晶。由於電玩是春雄唯一的長處，這使他對大野晶產生敵意，但雙方實力顯然有別。初次對戰，春雄愛用角凱爾施行龜縮戰術，對付大野晶的桑吉爾夫，儘管因此取得上風，但卻被大野晶痛揍，兩人結下不解之緣。
高超的街機技術的千金小姐——大野晶，家教甚嚴，放學後到電玩中心排解壓力，隨著她與春雄在電玩中心見面的次數增加，兩人一起探索未知的遊戲世界而產生羈絆。小學六年級大野卻因為家庭安排而須出國留學，失去勁敵的春雄因此大受打擊，原本視在遊戲上重挫自己的大野晶為眼中釘，不知不覺，踏入電玩中心的第一件事是尋找大野的身影。心中的凱爾打出自己的必殺技「音速爆擊」要春雄誠實面對情感，伴隨其它遊戲角色激勵春雄，春雄趕到機場與大野晶道別，贈予大野於都市傳說電玩中心時，得到的塑膠玩具戒指作為離別禮，讓大野嚎啕大哭，兩人就此分隔兩地。春雄為了下次能戰勝大野，持續精進自己的電玩技術。
1993年，春雄升上中學二年級，同班同學日高小春對熱衷於興趣的他很有好感。由於日高家開設的雜貨店擺設了遊戲機台，使得他與春雄有接觸的機會。日高對電玩一竅不通，僅是旁觀春雄玩遊戲，同時也注意到春雄心中另有他人，富有遊戲天份的日高為了入遊戲狂熱者春雄眼簾，嘗試認識與購買遊戲相關產品。
1994年，大野晶回到日本，碰巧在電玩中心與日高以《超级街头霸王II 绝世高人》對決，以隱藏角色豪鬼贏過日高。在與大野重逢後，春雄一直感覺到與她有距離，兩人在大阪電玩大賽的冠軍賽上對決，春雄獲勝後才發現大野的敗因是機台故障，氣得找她理論，兩人扭打成一團，和好如初。隨著高中升學考試將近，春雄意識到自己將與大野分離，進而決定和大野晶一同考上第一志願而發憤讀書，在電玩中心隻身一人的大野晶則陷入低潮。
1995年，春雄沒能與大野上同所高中，更因為熱衷於《超時空之鑰》等家機遊戲，對街機日益生疏，他在凱爾的激勵下重振旗鼓，決心變強並與大野同台較量。隨大野家中對她的管教日趨嚴格，大野的壓力也日益增大，春雄希望自己能作為她的精神支柱，但大野家卻要春雄與大野斷絕往來。另一方面，小春對大野產生競爭意識，她向春雄告白，要求與他對戰，若獲勝便要他與自己交往。儘管小春的實力非凡，但她還是敗給春雄。春雄透過玩《純愛手札》了解少女心，並以《RPG製作大師》製作一款專屬大野的遊戲，讓大野十分感動微笑，也間接軟化了大野的家教的管教方針。
1996年，春雄著迷於澀谷流行文化，加入了當地的電玩家團體。在與其他團體對決後，電車因豪雨而停駛，小春藉此機會與春雄共度一夜，儘管她百般對春雄性暗示，但春雄依舊不為所動。小春與大野以《超級快打旋風II 新的挑戰者》進行最終對決，雖然對上大野的桑吉爾夫，小春的豪鬼可謂占盡優勢，但她在精神層面露出破綻，最終敗給大野，並體認到自己從一開始就沒有介入這段感情的可能，主動退出這段三角關係，但她很感謝春雄將自己帶入電玩世界。
大野家安排大野到美國定居，也指定了她的結婚對象，大野因此開始疏遠春雄，使春雄正視自己愛上大野的事實。他邀大野一起參加在大阪舉行的《超級快打旋風II 絕世高人》全國大賽，並打算在獲勝後表白，但春雄拚盡全力仍戰敗，又得知大野即將出國，成天失魂落魄。大野將塑膠戒指還給春雄，春雄原本以為這是她想斷絕關係的表現，但在小春提點下，春雄明白了大野的真心，騎車衝向機場。雖然大野早已乘飛機起飛，但春雄長年來對遊戲的熱愛引發了奇蹟，遊戲角色紛紛現身為他開路，凱爾更以「音速爆擊」打出亂流，迫使飛機折返，讓春雄得以在機場與大野重逢。在將戒指交給大野後，春雄向大野告白，發誓絕對要將大野從美國娶回來。這是春雄人生中的一道關卡，而這個經驗也將為他往後的挑戰帶來助力。

## 人物介紹
矢口春雄（聲：天崎滉平）
初登場時小學六年級。
狂熱電玩狂，自稱「豪指春雄」，視大野晶為勁敵，以追趕大野晶為目標，漸漸視對方為重要的存在。各科成績皆為1，大野晶二年級為與大野晶上同一所高中而放棄電玩備考，以失敗告終，和宮尾光太郎一起考上第二志願。象徵角色是《快打旋風》系列的凱爾。
大野晶（聲：鈴代紗弓）
初登場時小學六年級。
文武雙全的千金，街機《炫風快打》最高紀錄連勝111回，沈默屬性，成績優秀，接受菁英教育，因龐大的課業壓力而沈浸在街機，害怕靈異恐怖的場景。常以攻擊春雄來表達情緒和想法，當春雄身邊有女性與之親近時，會表現出不悅。在第二學期搬家至洛杉磯，於中學三年級歸國。象徵角色是《快打旋風》系列的桑吉爾夫。
日高小春（聲：廣瀨有紀）
初登場時初中二年級。
有電玩天份，家裡為擺放街機的酒廠，曾在電玩一竅不通的狀態下按出必殺技及組合技，為了親近春雄開始在遊戲店磨練電玩技巧，因本身電玩天份高，於高中時輕易按出《炫風快打》隱藏角色豪鬼，贏過沈迷家庭機的矢口春雄。喜歡矢口春雄，知道春雄與大野晶的關係後，以交往為條件對春雄提出挑戰，最終在三戰兩勝的比賽中輸給對方。象徵角色是《魔域幽靈》的福伯斯和《快打旋風》系列的豪鬼。漫畫於外傳《高分少女DASH》擔任教師。
宮尾光太郎（聲：興津和幸）
初登場時初中二年級。
春雄的好友。打算於中學旅行向大野晶告白，在見證了春雄與晶的無法插足的羈絆後，決定轉為給予支持。在重要關頭時給春雄意見，和春雄一起考上第二志願。第一個注意到日高小春喜歡春雄的人，了解春雄的受女性歡迎溫柔的特質。
鬼塚千尋（聲：御堂ダリア）
初登場時小學六年級。
矢口春雄、大野晶小學六年級的同班同學，一起升上同一所中學。經常談論性，與日高小春為國中及高中的好友。小學喜歡土井玄太，中學喜歡宮尾光太郎，化妝能讓宮尾認不出來。
沼田（聲：中村悠一）
春雄所就讀的中學的生活指導教師。
業田 萌美（聲：伊藤靜）
大野家的家庭教師，做事一板一眼，對於晶的管教相當嚴格，連管家爺爺也拿她沒輒。曾一度企圖拆散春雄與晶。
有些在意因為工作而一直保持單身的自己。
土井玄太（聲：山下大輝）
春雄、晶小六時的同班同學，高中與春雄、宮尾同校。非常喜歡大野晶，追求行動時常碰壁。
大野真（聲：赤崎千夏）
晶的姐姐，大野家的頭痛人物，就連業田都拿她沒轍。雖然身為大野家的長女卻不願接受大野家的教育方針，也因此讓晶受到過於嚴格的管教，對此真有些自責。
矢口奈美惠（聲：新井里美）
春雄的母親，對兒子採取放任教育，對此她不後悔，她知道自己養育出了一個溫柔善良的孩子，對於春雄的事情總是默默的支持。
看起來非常年輕，實際上年齡不明，性格相當有活力。
老爺子（聲：長）
大野家的管家，自晶6歲起便一直擔任她的專屬司機，對於晶十分關心。
非常愛打小鋼珠， 年輕時因為開車追逐要求分手的女友，而被大野的爺爺相中高超的駕駛技術並被招攬進大野家擔任司機。

## 出版書籍
| 卷數 | 史克威爾艾尼克斯 | 史克威爾艾尼克斯                                        | 東立出版社    | 東立出版社             |
| 卷數 | 發售日期         | ISBN                                                    | 發售日期      | ISBN                   |
| ---- | ---------------- | ------------------------------------------------------- | ------------- | ---------------------- |
| 1    | 2012年2月25日    | ISBN 978-4-7575-3512-1                                  | 不適用        | 不適用                 |
| 2    | 2012年6月25日    | ISBN 978-4-7575-3642-5                                  | 不適用        | 不適用                 |
| 3    | 2012年12月25日   | ISBN 978-4-7575-3841-2                                  | 不適用        | 不適用                 |
| 4    | 2013年6月25日    | ISBN 978-4-7575-3959-4 （限定版）                       | 不適用        | 不適用                 |
| 5    | 2013年12月25日   | ISBN 978-4-7575-5043-8 ISBN 978-4-7575-4161-0（限定版） | 不適用        | 不適用                 |
| 6    | 2016年7月25日    | ISBN 978-4-7575-5044-5                                  | 2020年2月6日  | ISBN 978-957-26-3607-7 |
| 7    | 2017年1月25日    | ISBN 978-4-7575-5227-2                                  | 2020年3月6日  | ISBN 978-957-26-3608-4 |
| 8    | 2018年3月24日    | ISBN 978-4-7575-5679-9                                  | 2020年4月1日  | ISBN 978-957-36-3609-1 |
| 9    | 2018年6月25日    | ISBN 978-4-7575-5768-0                                  | 2020年5月4日  | ISBN 978-957-26-3610-7 |
| 10   | 2019年3月25日    | ISBN 978-4-7575-6076-5                                  | 2020年6月11日 | ISBN 978-957-26-3611-4 |

- 第4卷附贈遊戲音樂CD。
- 第5卷附贈Namco改編音樂CD。

修正版
《高分少女 CONTINUE》舊版前5卷
| 卷數 | 史克威爾艾尼克斯 | 史克威爾艾尼克斯       | 東立出版社    | 東立出版社             |
| 卷數 | 發售日期         | ISBN                   | 發售日期      | ISBN                   |
| ---- | ---------------- | ---------------------- | ------------- | ---------------------- |
| 1    | 2016年7月25日    | ISBN 978-4-7575-5039-1 | 2019年9月2日  | ISBN 978-957-26-3602-2 |
| 2    | 2016年7月25日    | ISBN 978-4-7575-5040-7 | 2019年10月3日 | ISBN 978-957-26-3603-9 |
| 3    | 2016年7月25日    | ISBN 978-4-7575-5041-4 | 2019年11月4日 | ISBN 978-957-26-3604-6 |
| 4    | 2016年7月25日    | ISBN 978-4-7575-5042-1 | 2019年12月5日 | ISBN 978-957-26-3605-3 |
| 5    | 2016年7月25日    | ISBN 978-4-7575-5043-8 | 2020年1月6日  | ISBN 978-957-26-3606-0 |

導讀手冊

- 2013年6月25日發售、ISBN 978-4-7575-3977-8

## 電視動畫

### 製作人員
- 原作：押切蓮介
- 監督：山川吉樹
- 系列構成：浦畑達彥
- 人物設計：桑波田滿（SMDE）
- CG設計：鈴木勇介（SMDE）
- 音樂：下村陽子
- CGI製作人：榊原智康（SMDE）
- CGI：SMDE
- 動畫製作統籌：松倉友二
- 動畫製作：J.C.STAFF

### 主題曲
片頭曲《New Stranger》
作詞、作曲、編曲：照井順政，歌：sora tob sakana
片尾曲
作詞、作曲：ティカ・α，編曲：藥師丸悦子、山口元輝，歌：藥師丸悦子

### 各話列表
| 話數               | 日文標題 | 中文標題   | 劇本         | 分鏡           | 演出     |
| ------------------ | -------- | ---------- | ------------ | -------------- | -------- |
| 第一季（TV）       |          |            |              |                |          |
| #01                | ROUND1   | 一回合     | 浦畑達彥     | 山川吉樹       | 山川吉樹 |
| #02                | ROUND2   | 二回合     | 富田賴子     | 山川吉樹       | 山川吉樹 |
| #03                | ROUND3   | 三回合     | 浦畑達彥     | 山川吉樹       | 山川吉樹 |
| #04                | ROUND4   | 四回合     | 富田賴子     | 山川吉樹       | 山川吉樹 |
| #05                | ROUND5   | 五回合     | 浦畑達彥     | まついひとゆき | 山川吉樹 |
| #06                | ROUND6   | 六回合     | 富田賴子     | 山川吉樹       | 山川吉樹 |
| #07                | ROUND7   | 七回合     | 浦畑達彥     | 佐山聖子       | 山川吉樹 |
| #08                | ROUND8   | 八回合     | イシノアツオ | 佐山聖子       | 山川吉樹 |
| #09                | ROUND9   | 九回合     | 富田賴子     | 大畑清隆       | 山川吉樹 |
| #10                | ROUND10  | 十回合     | 浦畑達彥     | まついひとゆき | 山川吉樹 |
| #11                | ROUND11  | 十一回合   | 富田賴子     | 佐山聖子       | 山川吉樹 |
| #12                | ROUND12  | 十二回合   | 浦畑達彥     | 山川吉樹       | 山川吉樹 |
| EXTRA STAGE（OVA） |          |            |              |                |          |
| #13                | ROUND13  | 十三回合   | 冨田頼子     | 内田信吾       | 山川吉樹 |
| #14                | ROUND14  | 十四回合   | イシノアツオ | まついひとゆき | 山川吉樹 |
| #15                | ROUND15  | 十五回合   | 浦畑達彦     | 山川吉樹       | 山川吉樹 |
| 第二季（TV）       |          |            |              |                |          |
| #16                | ROUND16  | 十六回合   | 浦畑達彦     | 佐山聖子       | 山川吉樹 |
| #17                | ROUND17  | 十七回合   | 富田頼子     | 佐山聖子       | 山川吉樹 |
| #18                | ROUND18  | 十八回合   | イシノアツオ | 山川吉樹       | 山川吉樹 |
| #19                | ROUND19  | 十九回合   | 浦畑達彦     | 佐山聖子       | 山川吉樹 |
| #20                | ROUND20  | 二十回合   | イシノアツオ | 佐山聖子       | 山川吉樹 |
| #21                | ROUND21  | 二十一回合 | 富田頼子     | 山川吉樹       | 山川吉樹 |
| #22                | ROUND22  | 二十二回合 | 浦畑達彦     | 佐山聖子       | 山川吉樹 |
| #23                | ROUND23  | 二十三回合 | イシノアツオ | 佐山聖子       | 山川吉樹 |
| #24                | ROUND24  | 二十四回合 | 浦畑達彦     | 山川吉樹       | 山川吉樹 |

### BD與DVD
| 卷數        | 發售日期       | 收錄話數        | 規格編號   | 規格編號   |
| 卷數        | 發售日期       | 收錄話數        | BD初回版   | DVD初回版  |
| 第一季      | 第一季         | 第一季          | 第一季     | 第一季     |
| ----------- | -------------- | --------------- | ---------- | ---------- |
| 1           | 2018年12月19日 | 第1話 ~ 第4話   | 1000736710 | 1000736713 |
| 2           | 2019年1月30日  | 第5話 ~ 第8話   | 1000736711 | 1000736714 |
| 3           | 2019年2月27日  | 第9話 ~ 第12話  | 1000736712 | 1000736715 |
| EXTRA STAGE | 2019年3月20日  | 第13話 ~ 第15話 | 1000741642 | 1000741643 |
| 第二季      |                |                 |            |            |
| 1           | 2020年3月25日  | 第16話 ~ 第19話 | 1000758382 | 1000758384 |
| 2           | 2020年4月29日  | 第20話 ~ 第24話 | 1000758383 | 1000758385 |

## 侵權爭議
由於漫畫內容使用了許多過去有名的遊戲畫面或內容，但由於作者實際上沒有取得授權，剛開始遊戲公司並沒有提告，但直到決定改編動畫時，SNK Playmore（今SNK）遊戲公司終於提侵權告訴，導致漫畫被暫停連載、作者住宅及史克威尔艾尼克斯公司遭大阪府警方搜索，並回收了部分已出版的單行本。大阪府警方將作者及史克威尔艾尼克斯公司編輯等相關人員函送檢方法辦。但是到了2015年8月24日，SNK Playmore願意與史克威尔艾尼克斯和解，並檢討展開繼續進行連載和發行單行本的作業。
另外，並非所有知名遊戲及內容未經過許可，在這之前作者和出版社已經有向卡普空、南夢宮（今併入改名為萬代南夢宮娛樂）取得許可，並於連載開始之後防止發生事後遊戲公司正式提出告訴，
有開出條件經過許可。

## 外部連結
- 《月刊ビッグガンガン》作品介紹頁面 （页面存档备份，存于）（日語）
- 電視動畫「高分少女」官網 （页面存档备份，存于）（日語）
- 電視動畫「高分少女」官方的X（前Twitter）（日語）